# Xenotachina profemoralis
Xenotachina profemoralis är en tvåvingeart som beskrevs av Fan 1992. Xenotachina profemoralis ingår i släktet Xenotachina och familjen husflugor.
Artens utbredningsområde är Jilin (Kina). Inga underarter finns listade i Catalogue of Life.